# Escut dels Muntells
L'escut oficial dels Muntells té el següent blasonament:
Escut caironat: d'atzur, una barraca d'argent tancada de sable, acompanyada al cap d'una espiga d'arròs d'argent i a la punta de dues faixes ondades d'argent i acostada de quatre muntells abscissos i juxtaposats d'or, dos a cada costat.

## Història
Va ser aprovat el 12 de desembre del 2007 i publicat al DOGC el 4 de gener del 2008.
La barraca de l'escut simbolitza l'hàbitat tradicional del delta de l'Ebre, on està situat el poble; l'espiga d'arròs al·ludeix al conreu d'aquest producte a la contrada, i les faixes ondades representen el riu. Els muntells són un senyal parlant que fa referència al nom de la localitat.
Com és norma en tots els escuts de les entitats municipals descentralitzades, el dels Muntells no porta corona.